# Cmentarz wojenny nr 265 – Rudy Rysie
Cmentarz wojenny nr 265 – Rudy Rysie – austriacki cmentarz wojenny z okresu I wojny światowej wybudowany przez Oddział Grobów Wojennych C. i K. Komendantury Wojskowej w Krakowie na terenie jego okręgu VIII Brzesko.
Jest to kwatera o powierzchni 251 m² na cmentarzu parafialnym we wsi Rudy-Rysie. W 5 grobach zbiorowych i jednym pojedynczym pochowano żołnierzy austro-węgierskich. Projektował Robert Motka.